# Вудвилл, Уильям
Уи́льям Ву́двилл (англ. William Woodville, 1752—1805) — британский врач и ботаник.

## Биография
Родился в семье квакеров в Кокермуте (графство Камберленд). Учился медицине в Эдинбургском университете под руководством Уильяма Каллена, в сентябре 1775 года получил степень доктора медицины. Некоторое время работал врачом в Папкасле, неподалёку от родного города, затем переехал в Денби на севере Уэльса.
С 1782 года — в Лондоне, в 1784 году стал лиценциатом Королевской коллегии врачей. С 1791 года Вудвилл был главным врачом и директором Госпиталей оспы и оспопрививания в Сент-Панкрасе.
В 1791 году Вудвилл был избран членом Лондонского Линнеевского общества. Он содержал небольшой ботанический сад в Кингс-Кроссе. В 1784—1785 годах Вудвилл был секретарём Медицинского общества Лондона.
Скончался 26 марта 1805 года в Госпитале в Сент-Панкрасе от болезни лёгких.
Вудвилл и Джордж Пирсон в 1798—1799 годах провели вакцинацию 600 человек коровьей оспой для предотвращения заражения человеческой оспой, что стало первым случаем массового прививания людей от этой болезней. К 1802 году Вудвилл лично привил около 7500 человек.

## Некоторые научные работы
- Woodville, W. Medical botany. — London, 1790—1795. — 3 vols. & suppl.

## Роды, названные именем У. Вудвилла
- Woodvillea DC., 1836 — Erigeron L., 1753